# Nola ochrographa
Nola ochrographa är en fjärilsart som beskrevs av George Francis Hampson 1907. Nola ochrographa ingår i släktet Nola och familjen trågspinnare. Inga underarter finns listade i Catalogue of Life.